# Liste von Persönlichkeiten der Stadt Iași
Die folgende Liste enthält Personen, die in der rumänischen Stadt Iași (deutsch Jassy, russisch Яссы Jassy, ungarisch Jászvásár, armenisch Յասի Jassi, türkisch Yaş) geboren wurden. Die Liste erhebt keinen Anspruch auf Vollständigkeit.

## In Iași geborene Persönlichkeiten

### Bis 1860

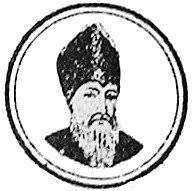
Ioan Sturdza

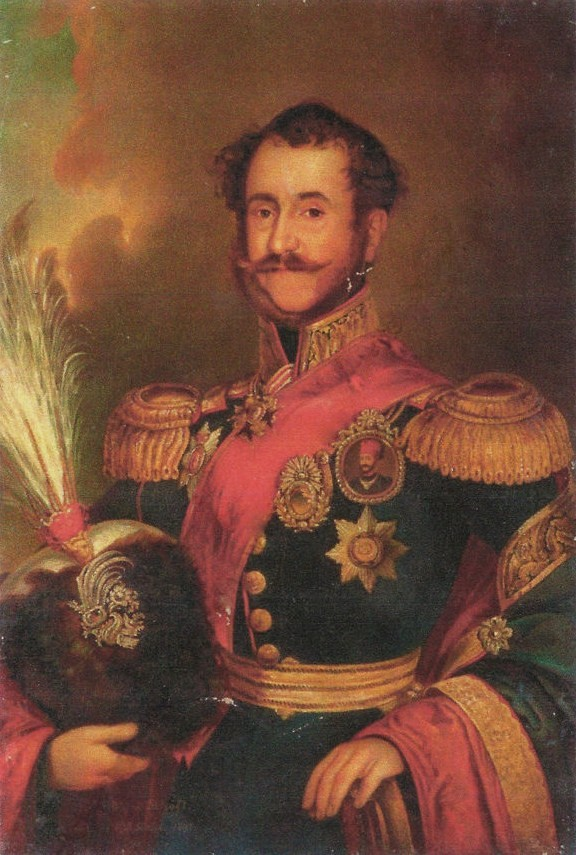
Michael Stourdza

- Ioan Sturdza (1760–1842), Fürst der Moldau
- Barbu Lăutaru (1780–1858), Sänger und Cobza-Spieler
- Michael Stourdza (1794–1884), Fürst der Moldau
- Adele Herbst-Jazedé (1816–1896), Opernsängerin (Sopran)[1]
- Mihail Kogălniceanu (1817–1891), Staatsmann
- Nikola Bogoridi (1820–1863), osmanischer Beamter
- Lascăr Catargiu (1823–1899), Politiker
- Alexandru Flechtenmacher (1823–1898), Komponist, Violinist, Dirigent
- Petru Carp (1837–1919), Ministerpräsident
- Leon Negruzzi (1840–1890), Dichter
- Iacob Negruzzi (1842–1932), Dichter
- Oswald Freiherr von Richthofen (1847–1906), deutscher Diplomat, Direktor der Kolonialabteilung des Auswärtigen Amtes
- Spiru Haret (1851–1912), Mathematiker
- Marco Brociner (1852–1942), österreichischer Journalist und Schriftsteller
- Joseph Lateiner (1853–1935), jiddischer Theaterschriftsteller
- Themistocles Gluck (1853–1942), Chirurg, Pionier des Gelenkersatzes
- Alexandru C. Cuza (1857–1947), Politiker

### 1861 bis 1900
- Arnold Rosé (1863–1946), Geiger

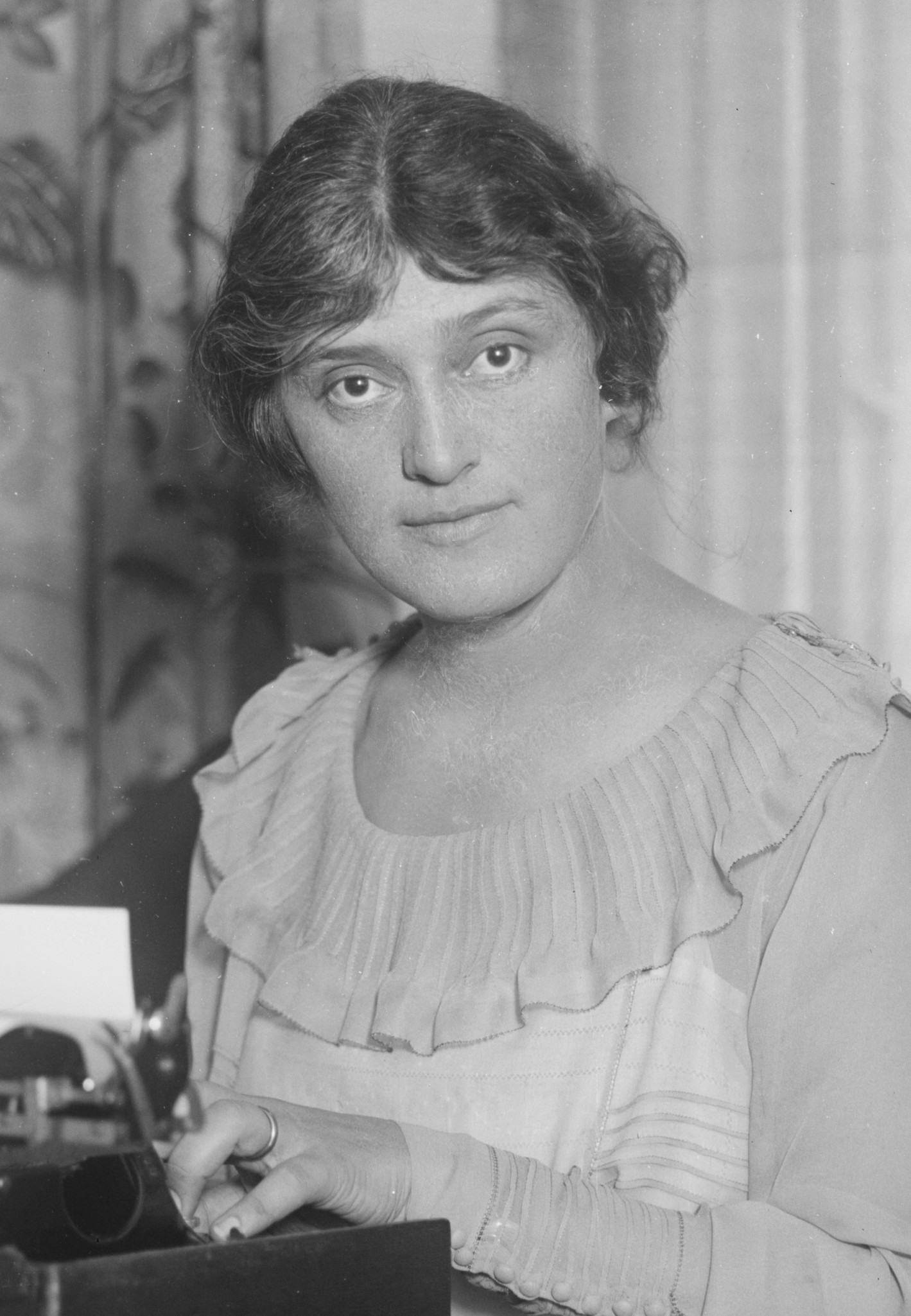
Alma Gluck

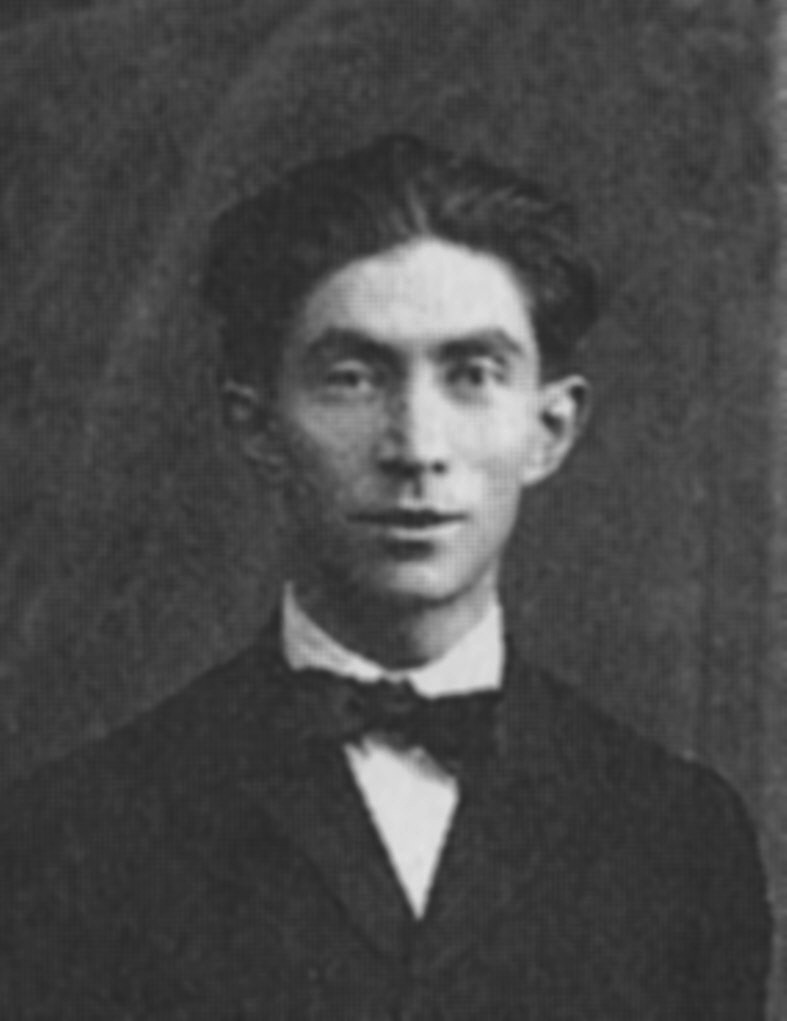
Benjamin Fondane

- Max Kahane (1866–1923), Arzt und Gründungsmitglied der Psychologischen Mittwoch-Gesellschaft in Wien
- Emil Racoviță (1868–1947), Biologe, Botaniker, Meeresforscher, Höhlenforscher, Polarforscher
- Eliza Ichenhaeuser (1869–1932), deutsche Frauenrechtlerin und Publizistin
- Theodor Pallady (1871–1956), Maler
- Arthur Segal (1875–1944), Maler
- Dimitrie Gusti (1880–1955), Soziologe und Politiker
- Matila Ghyka (1881–1965), Diplomat, Marineoffizier
- Maria Ropală Cicherschi (1881–1973), Professorin für forensische Medizin
- Alma Gluck (1884–1938), rumänisch-US-amerikanische Opernsängerin
- Lupu Pick (1886–1931), Schauspieler und Regisseur
- Bernard Natan (1886–1942), Filmregisseur und -produzent
- Florica Musicescu (1887–1969), Pianistin und Musikpädagogin
- Ion Niculi (1887–1979), Politiker (Partidul Comunist Român)
- Jean Bobescu (1890–1981), Violinist, Dirigent und Musikpädagoge
- Magda Lupescu (1896–1977), dritte Ehefrau des rumänischen Königs Karl II.
- Traian Ionașcu (1897–1981), Jurist,[2] 1974 Mitglied der Rumänischen Akademie.[3]
- Ionel Teodoreanu (1897–1954), Schriftsteller
- Benjamin Fondane (1898–1944), Dramatiker, Literaturkritiker, Filmregisseur und Übersetzer
- Corneliu Zelea Codreanu (1899–1938), Politiker, Gründer und Führer der Eisernen Garde
- Leon Klepper (1900–1991), Komponist
- Marcel Ballot (1900–1935), französischer Autorennfahrer

### 1901 bis 1960

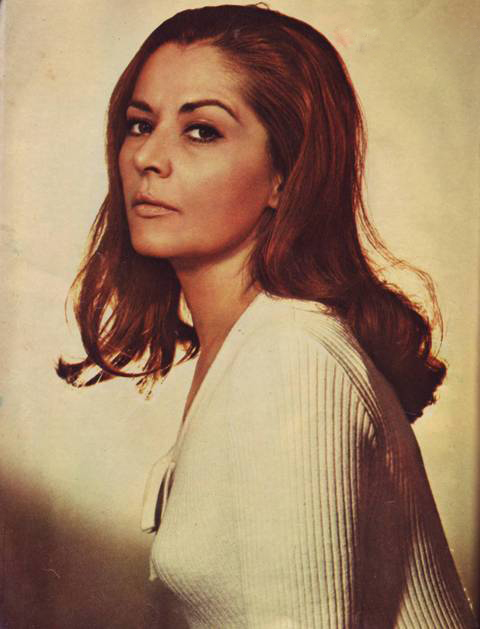
Margareta Pogonat

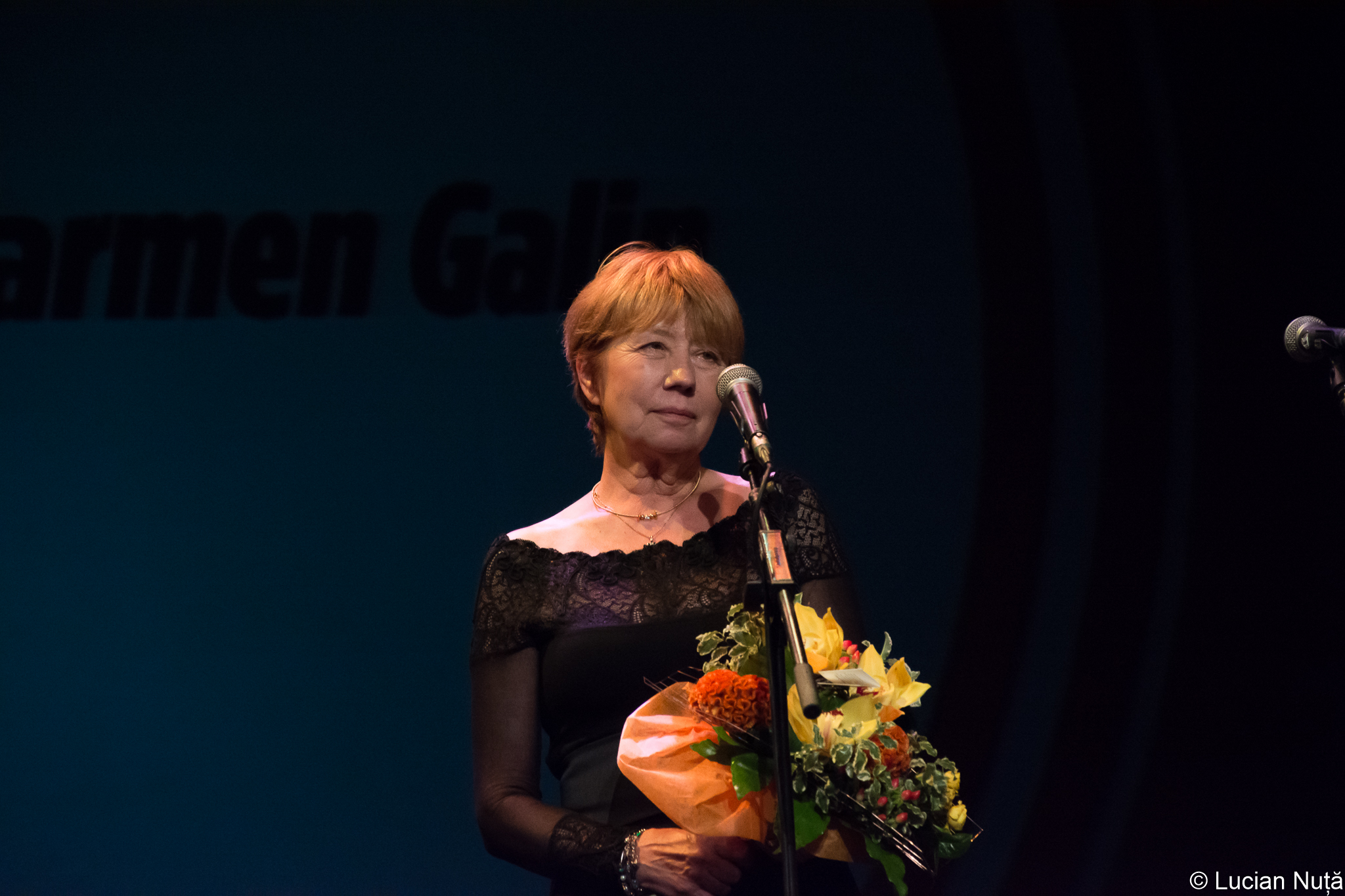
Carmen Galin

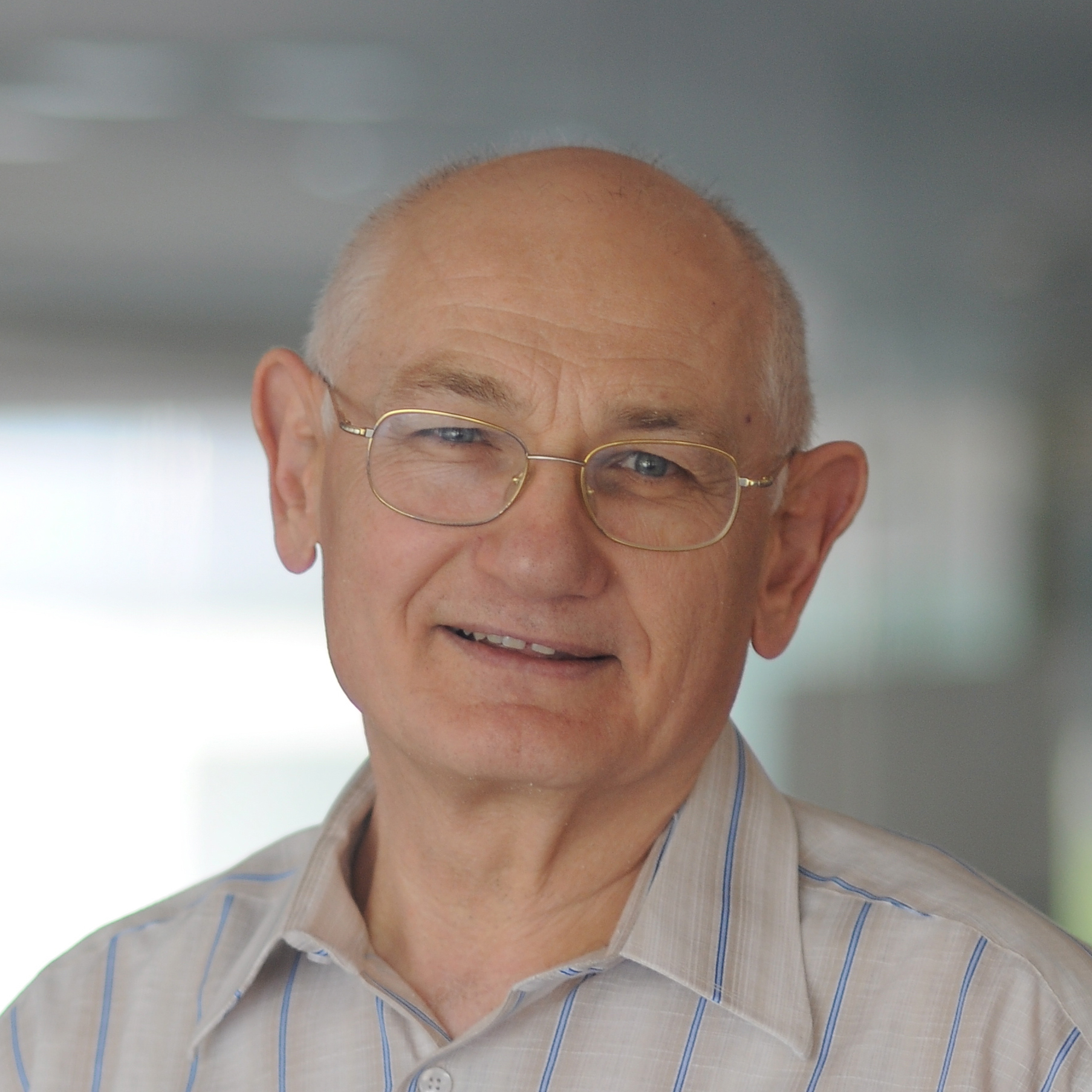
Mordehai Milgrom

- Moïse Bercovici-Erco (1904–1944), jüdischer Kunstmaler und Kupferstecher
- Philip Herschkowitz (1906–1989), Komponist und Musiktheoretiker
- George Emil Palade (1912–2008), Mediziner und Medizinnobelpreisträger
- George Pascu (1912–1996), Musikwissenschaftler, -pädagoge und Dirigent
- Simion Bughici (1914–1997), Politiker
- Dumitru Gheorghiu (1918–1970), Politiker und Diplomat
- Petre Lupu (1920–1989), Politiker und Diplomat
- Dumitru Bughici (1921–2008), jüdischer Komponist und Musikpädagoge
- Lucia Wald (1923–2018), Linguistin, Altphilologin und Romanistin
- Anatol Vieru (1926–1998), Komponist und Dirigent
- Horia Aramă (1930–2007), Science-Fiction-Autor, Verfasser von Kindergedichten, Literaturkritiker und Comicszenarist
- Andy Lehrer (1930–2014), Entomologe und Fachautor
- Meir Rosenne (1931–2015), israelischer Diplomat
- Margareta Pogonat (1933–2014), Schauspielerin
- Cornel Popa (1935–1999), Fußballspieler
- Josefina Tanasa (1940–2020), rumänisch-schweizerische Zirkusartistin
- Jean Ancel (1940–2008), rumänisch-israelischer Historiker
- Carmen Galin (1946–2020), Schauspielerin und Musikerin
- Mordehai Milgrom (* 1946), Physiker
- Alexandru Ionitza (1948–2010), Opernsänger (Tenor)
- Mariana Sîrbu (1948/49–2023), Violinistin und Hochschullehrerin
- Dan Irimiciuc (* 1949), Fechter
- Elena Albu (1949–2003), Schauspielerin
- Ioan Petru Culianu (1950–1991), Religionswissenschaftler
- Cassian Maria Spiridon (* 1950), Chefredakteur und Verleger
- Maricica Puică (* 1950, geb. Luca), Mittel- und Langstreckenläuferin
- Vasile Iordache (* 1950), Fußballspieler
- Andrei Corbea-Hoișie (* 1951), Germanist
- Florentin Crihălmeanu (1959–2021), rumänischer griechisch-katholischer Geistlicher und Bischof von Cluj-Gherla
- Gabi Andronache (* 1960 oder 1972), Schauspieler, Kampfkünstler, Journalist, Autor, Drehbuchautor, Theaterproduzent, Fitnesstrainer und Diätologe
- Cătălin Mihuleac (* 1960), Journalist und Schriftsteller

### Ab 1961
- Elena Moșuc (* 1964), Opernsängerin
- Cristian Mungiu (* 1968), Filmregisseur

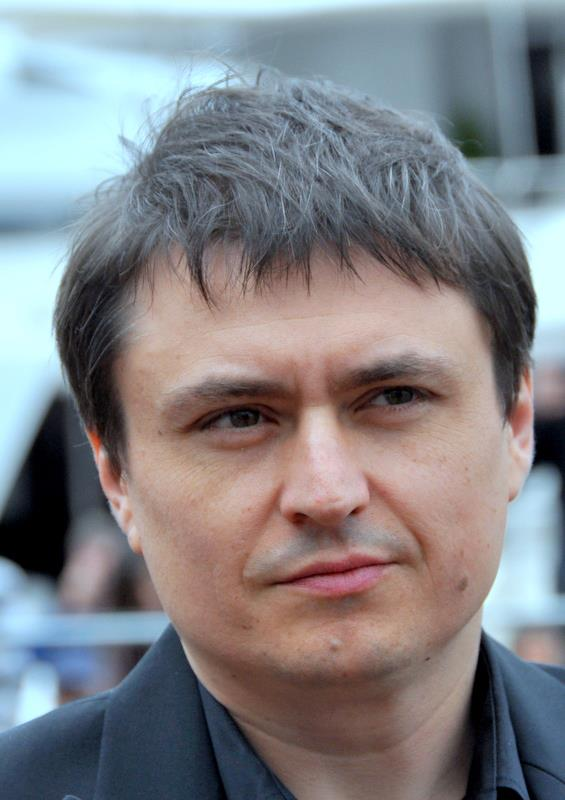
Cristian Mungiu

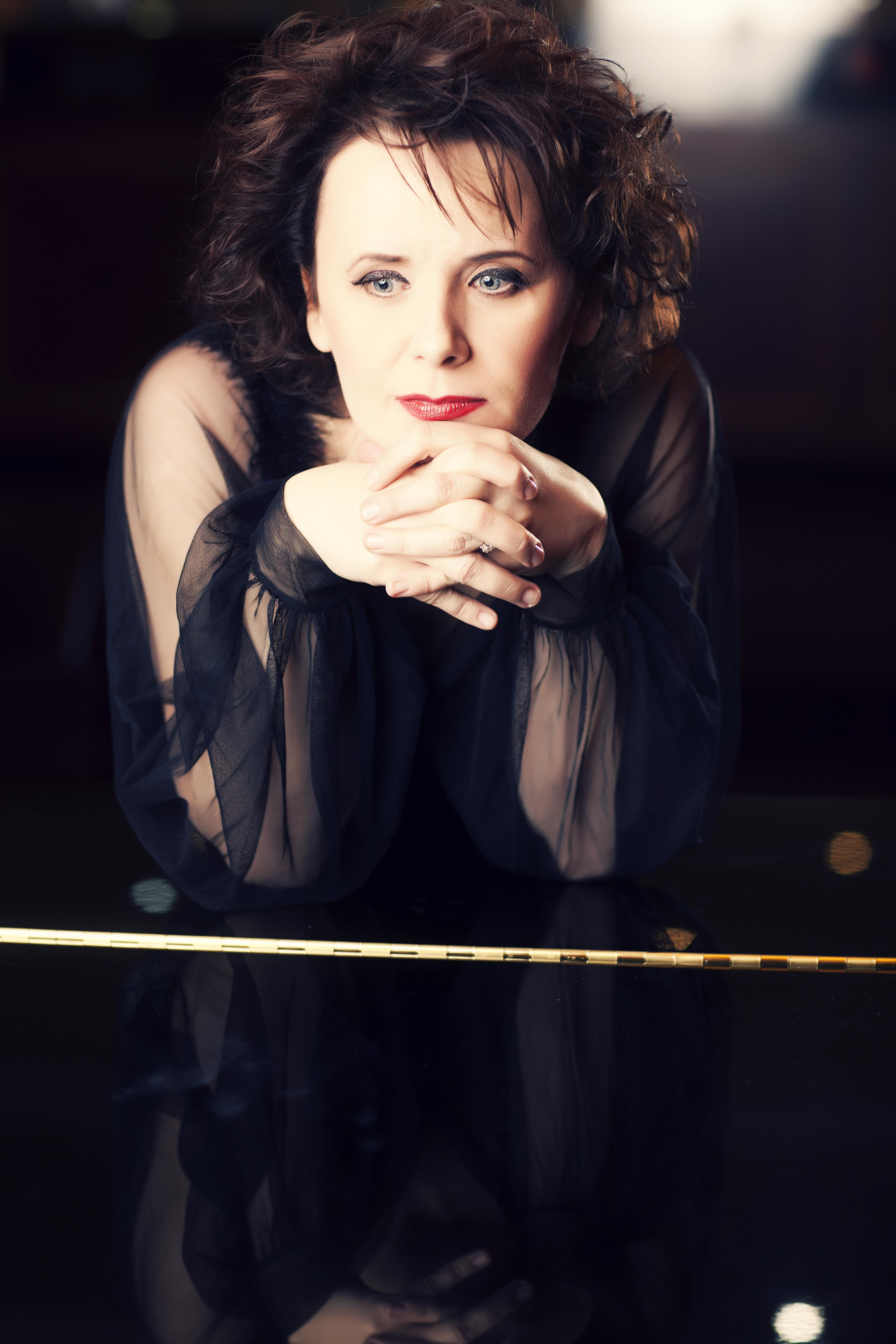
Nicoleta Luca-Meițoiu

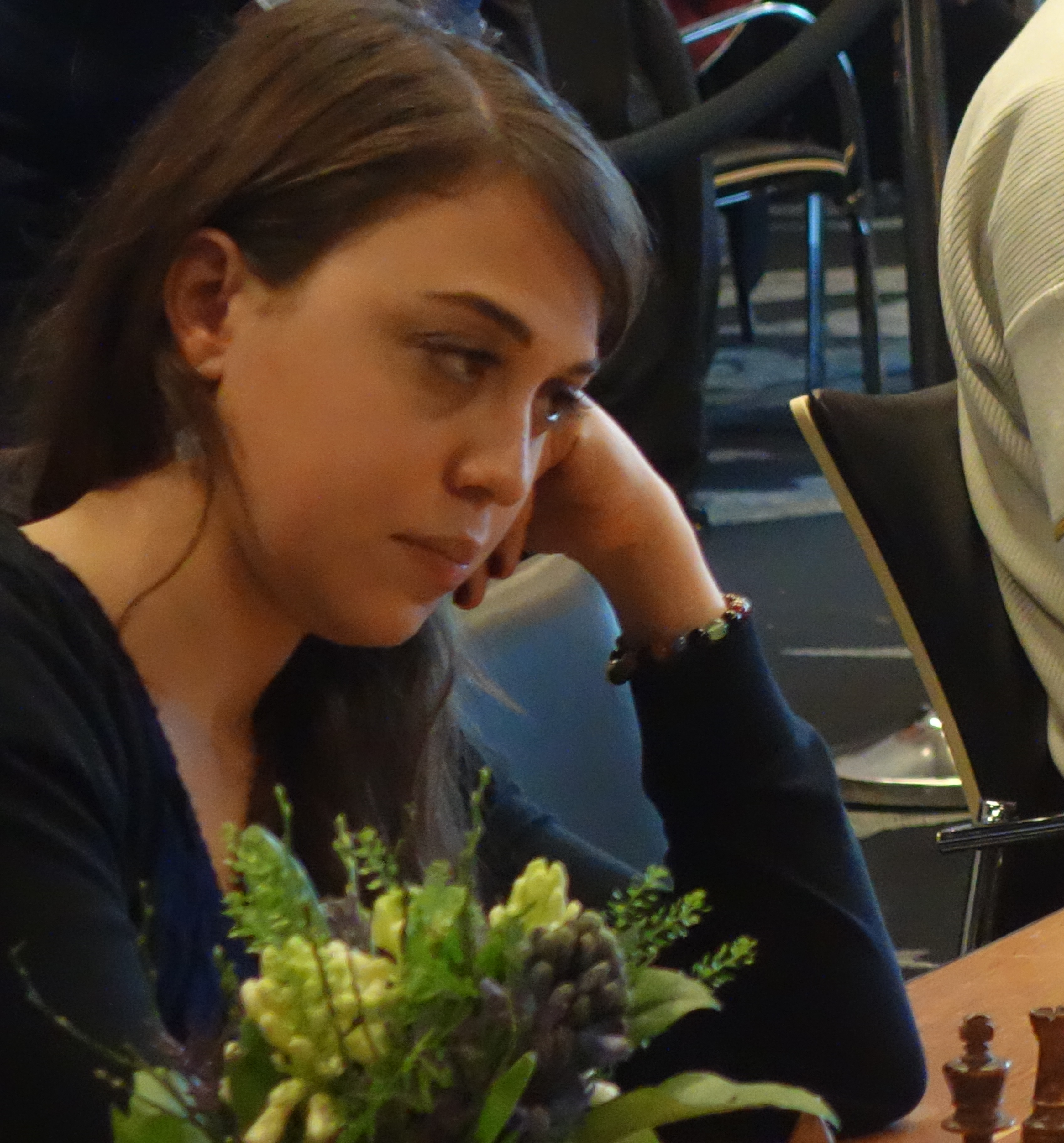
Ioana-Smaranda Pădurariu

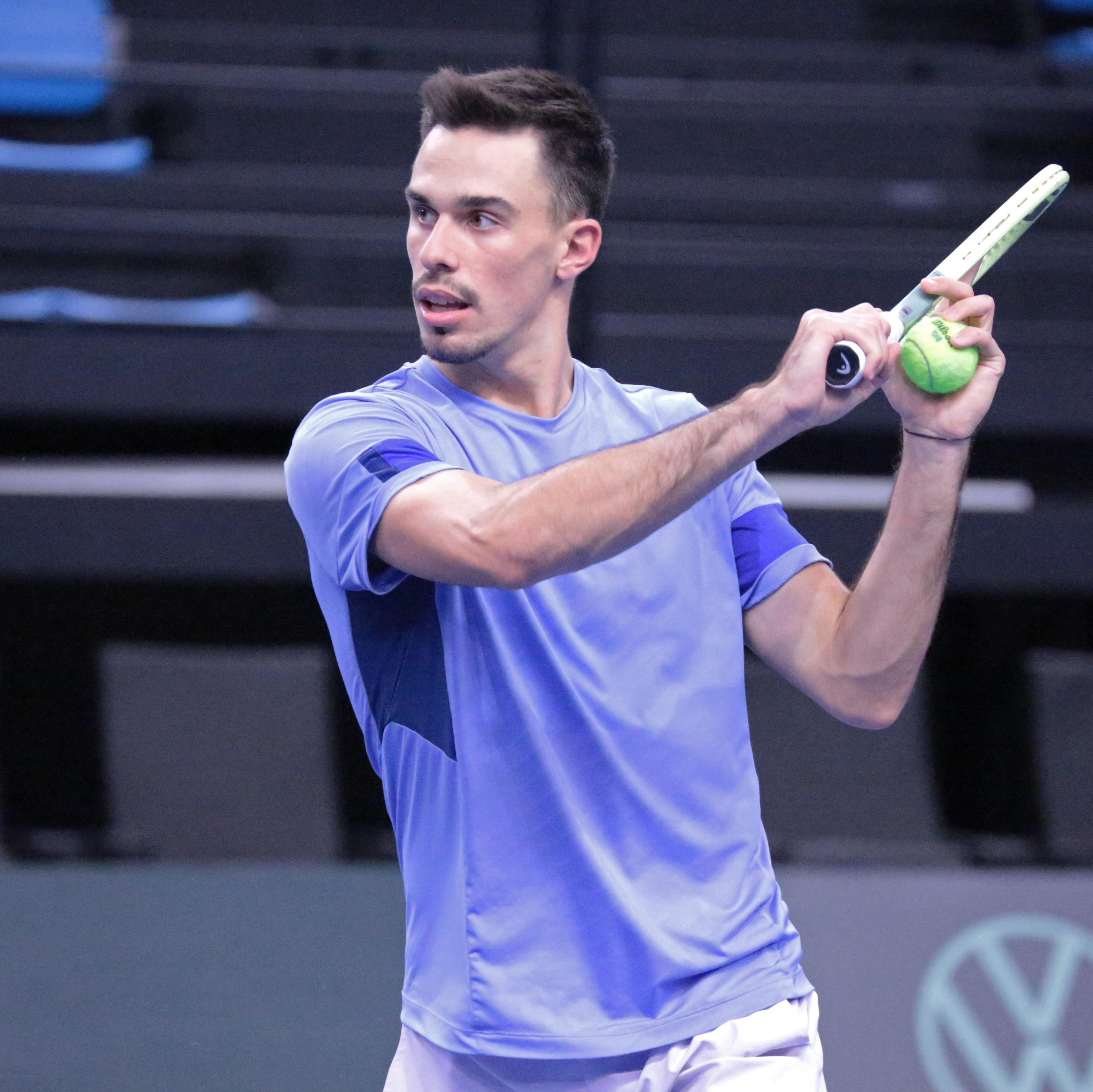
Cezar Crețu

- Mihai Răzvan Ungureanu (* 1968), Politiker, Historiker und Diplomat
- Nicoleta Luca-Meițoiu (* 1969), Pianistin
- Dominic Olariu (* 1970), Kunsthistoriker
- Daniela Nane (* 1971), Schauspielerin und Model
- Ioana Luca (* 1977), Malerin und Bildhauerin
- Daniel Pancu (* 1977), Fußballspieler
- Cristina Flutur (* 1978), Schauspielerin
- Ion Gâlea (* 1978), Jurist
- Anamaria Marinca (* 1978), Schauspielerin
- Marius Onofraș (* 1980), Fußballspieler
- Florin Zalomir (1981–2022), Fechter
- Adrian Cristea (* 1983), Fußballspieler
- Alexandru Sirițeanu (* 1984), Fechter
- Cristian Pulhac (* 1984), Fußballspieler
- Cosmina Stratan (* 1984), Journalistin und Schauspielerin
- Mihai Pintilii (* 1984), Fußballspieler
- Roxana Cogianu (* 1986), Ruderin
- Angela Moroșanu (* 1986), Leichtathletin
- Beatrice Puiu (* 1986), Sportlerin
- Ioana-Smaranda Pădurariu (* 1987), Schachspielerin
- Tiberiu Dolniceanu (* 1988), Fechter
- Alexandru Cîrneală (* 1989), Schauspieler
- Mihai Samuel Haus (* 1990), schwedischer Schauspieler
- Alin Anton (* 2000), Leichtathlet
- Andreea Prisăcariu (* 2000), Tennisspielerin
- Ștefan Târnovanu (* 2000), Fußballtorhüter
- Alexandra Agiurgiuculese (* 2001), italienische Turnerin
- Cezar Crețu (* 2001), Tennisspieler
- Ilinca Amariei (* 2002), Tennisspielerin